# انتخابات ریاست‌جمهوری بنگلادش (۲۰۱۸)

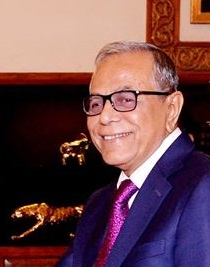
محمد عبدالحامد رئیس‌جمهور بنگلادش

انتخابات ریاست‌جمهوری بنگلادش (انگلیسی: Bangladeshi presidential election, 2018) در ۱۸ فوریه ۲۰۱۸ در حالی برگزار شد که در آن زمان دوره رئیس‌جمهور فعلی قرار بود در ۲۳ آوریل ۲۰۱۸ به پایان برسد.پیش‌تر در ۲۵ ژانویه ۲۰۱۸ کمیسیون انتخابات برنامه انتخابات را اعلام کرد. رئیس‌جمهور محمد عبدالحامد برای دومین بار توسط حزب حاکم نامزد انتخابات ریاست‌جمهوری شد. جامد به دلیل اینکه هیچ نامزد دیگری برگه‌های نامزدی خود را به کمیسیون انتخابات ارائه نکرده بود، به عنوان رئیس‌جمهور اعلام شد. او در ۲۴ آوریل ۲۰۱۸ توسط سخنگو و رئیس جاتیا سانگساد (خانه ملت یا قوه مقننه بنگلادش) سوگند یاد کرد. این اولین بار در تاریخ بنگلادش است که رئیس‌جمهور برای دومین بار انتخاب می‌شود.

## پیشینه
محمد عبدالحامد از اعضای سرسخت حزب حاکم عوامی لیگ بنگلادش است که پس از مرگ زیلور رحمان، رئیس‌جمهور سابق بنگلادش که به دلیل عوارض کهولت سن، در بیستم ماه مارس ۲۰۱۳، در سن ۸۴ سالگی در گذشت، کفالت ریاست جمهوری این کشور را برعهده گرفت. عبدالحامد در حالی به عنوان رئیس‌جمهور جدید انتخاب شد که نامزد دیگری برای انتخابات ثبت نام نکرده بود.
محمد ظل‌الرحمن در ۱۱ فوریه سال ۲۰۰۹، پس از ایجادالدین احمد که دومین مقام ارشد حزب عوامی لیگ بود رئیس‌جمهور بنگلادش شد.
پست ریاست جمهوری در بنگلادش از سال ۱۹۹۱ هنگامی که این کشور به نظام پارلمانی روی آورد، عمدتاً تشریفاتی بوده‌است ولی رئیس‌جمهور در دوره انتقال قدرت، اختیارات زیادی دارد.